# فانيسا ألفارو
فانيسا ألفارو (بالإسبانية: Vanessa Alfaro)‏ هي عارضة بوليفية، ولدت في 1 يونيو 1983.